# 大阪府第2区
大阪府第2区（おおさかふだい2く）は、日本の衆議院議員総選挙における選挙区。1994年（平成6年）の公職選挙法改正で設置。2017年に区割が変更された。

## 区域

### 現在の区域
2017年（平成29年）公職選挙法改正以降の区域は以下のとおりである。2017年の区割変更では、生野区が1区から編入した。
- 大阪市
  - 生野区
  - 阿倍野区
  - 東住吉区
  - 平野区

大阪市の南東部に位置し、ベッドタウン的な地区が大半を占めている。中選挙区制度時代は旧6区に属していた。平野区は室町時代後期から続く酒造りの盛んな旧市街、東住吉区は長居公園と住宅街が、阿倍野区南部は庶民的な住宅街、同区北部は大阪市内有数の商業地（あべのハルカスなど）や文教地区が、生野区は在日韓国・朝鮮人が暮らす生野コリアタウンや中小企業の事業所が点在する。選挙区の面積は2017年の区割変更前が31.04km2（当時は全国で4番目に狭い）、変更後は39.41km2となっている。

### 2017年以前の区域
1994年（平成6年）公職選挙法改正から2017年の小選挙区改定までの区域は以下のとおりである。
- 大阪市
  - 阿倍野区
  - 東住吉区
  - 平野区

## 歴史
古くからの下町が主体となる都市型選挙区で後述する通り左藤家の地盤となってきたが、伝統的に共産党など革新政党の得票も比較的多かった。民選第4代-第6代大阪府知事である左藤義詮の子で、浄土真宗真宗大谷派の僧侶、大谷学園の理事長、法務大臣を歴任した左藤恵が長く安定した地盤を築き、娘婿の左藤章に継承された。
しかし、2005年の第44回衆議院議員総選挙で左藤章は郵政民営化に反対票を投じて自由民主党を離党し、無所属で出馬。自民党公認で刺客として出馬した川条志嘉に敗れ、落選した。左藤と川条は2009年の第45回衆議院議員総選挙で再び立候補したが共に落選し、民主党の萩原仁が漁夫の利を得て初当選を果たした。
2012年の第46回衆議院議員総選挙では左藤が自民党の公認を得て、前回とは党籍が変わったかつての対立候補である川条（無所属）・萩原（日本未来の党）らを破り7年ぶりに返り咲いた。一方、日本維新の会の新人林原由佳は小選挙区では左藤に敗れたが、重複立候補していた比例近畿ブロックでの復活により初当選を果たした。同選挙で日本維新の会の躍進が目立った大阪府下では、7区および12区と共に数少ない自民党が議席を持つ小選挙区となった。
2014年の第47回衆議院議員総選挙では左藤が、千葉県第13区から国替えした維新の党の椎木保らを破り当選した。（椎木は維新の比例近畿ブロック次点であったことから、2015年大阪市長選挙に出馬を表明した近畿ブロック選出である吉村洋文の議員辞職に伴い、2015年10月8日付で繰り上げ当選を果たしている。）
2017年に当選挙区で初の区割変更が実施され、大阪府第1区の生野区が当選挙区に編入された。直後の同年秋の第48回衆議院議員総選挙では、民進党が希望の党への合流並びに日本維新の会との間で大阪府下の小選挙区に候補者を擁立しない協力を受けて、民進党の当選挙区支部長であった元参議院議員の尾辻かな子は立憲民主党に移籍し、日本共産党は候補者を取り下げた。選挙戦では左藤が再び小選挙区で当選、次点だった椎木は比例復活できず落選、尾辻は最下位ではあったが比例復活当選で国政復帰を果たす結果となった。
2021年の第49回衆議院議員総選挙では（新）立憲民主党に移籍した尾辻と左藤、そして日本維新の会から新人の守島正が立候補した。選挙戦では守島が次点となった左藤に大差をつけて初当選を果たした。また日本維新の会としては、前身政党を含めてこれまで獲得できなかった当選挙区と7区で初めて議席を獲得し、公明党に配慮し候補者を擁立していない大阪府内の小選挙区（3区、5区、6区、16区）以外全てで小選挙区当選を果たした。また、尾辻と左藤は比例復活できず落選となった。
2024年の第50回衆議院議員総選挙では維新が大阪府第9区を除く府内全18選挙区で比例重複を認めない方針を決め、引き締めを図った。また、自民党の左藤も党が定めた比例区における73歳定年制により、小選挙区のみでの立候補となった。投開票の結果、守島が大差で再選した。

## 小選挙区選出議員
| 選挙名                 | 年     | 当選者   | 党派         |
| ---------------------- | ------ | -------- | ------------ |
| 第41回衆議院議員総選挙 | 1996年 | 左藤恵   | 新進党       |
| 第42回衆議院議員総選挙 | 2000年 | 左藤章   | 自由民主党   |
| 第43回衆議院議員総選挙 | 2003年 | 左藤章   | 自由民主党   |
| 第44回衆議院議員総選挙 | 2005年 | 川条志嘉 | 自由民主党   |
| 第45回衆議院議員総選挙 | 2009年 | 萩原仁   | 民主党       |
| 第46回衆議院議員総選挙 | 2012年 | 左藤章   | 自由民主党   |
| 第47回衆議院議員総選挙 | 2014年 | 左藤章   | 自由民主党   |
| 第48回衆議院議員総選挙 | 2017年 | 左藤章   | 自由民主党   |
| 第49回衆議院議員総選挙 | 2021年 | 守島正   | 日本維新の会 |
| 第50回衆議院議員総選挙 | 2024年 | 守島正   | 日本維新の会 |

## 選挙結果
時の内閣：第1次石破内閣 解散日：2024年10月9日 公示日：2024年10月15日
当日有権者数：44万1108人 最終投票率：52.52%（前回比：4.46%） （全国投票率：53.85%（2.08%））
| 当落 | 候補者名 | 年齢 | 所属党派     | 新旧 | 得票数   | 得票率 | 惜敗率 | 推薦・支持 | 重複 |
| ---- | -------- | ---- | ------------ | ---- | -------- | ------ | ------ | ---------- | ---- |
| 当   | 守島正   | 43   | 日本維新の会 | 前   | 99,277票 | 44.19% | ――     |            |      |
|      | 左藤章   | 73   | 自由民主党   | 元   | 67,833票 | 30.19% | 68.33% | 公明党推薦 |      |
|      | 小川陽太 | 47   | 日本共産党   | 新   | 27,853票 | 12.40% | 28.06% |            |      |
|      | 藤田美季 | 58   | 参政党       | 新   | 19,893票 | 8.86%  | 20.04% |            |      |
|      | 堀内孝雄 | 72   | 無所属       | 新   | 9,796票  | 4.36%  | 9.87%  |            | ×    |

時の内閣：第1次岸田内閣 解散日：2021年10月14日 公示日：2021年10月19日
当日有権者数：44万6933人 最終投票率：56.98%（前回比：8.99%） （全国投票率：55.93%（2.25%））
| 当落 | 候補者名   | 年齢 | 所属党派     | 新旧 | 得票数    | 得票率 | 惜敗率 | 推薦・支持               | 重複 |
| ---- | ---------- | ---- | ------------ | ---- | --------- | ------ | ------ | ------------------------ | ---- |
| 当   | 守島正     | 40   | 日本維新の会 | 新   | 120,913票 | 48.49% | ――     |                          | ○    |
|      | 左藤章     | 70   | 自由民主党   | 前   | 80,937票  | 32.46% | 66.94% | 公明党推薦               | ○    |
|      | 尾辻かな子 | 46   | 立憲民主党   | 前   | 47,487票  | 19.05% | 39.27% | 社会民主党大阪府連合推薦 | ○    |

- 尾辻は第50回で大阪府第10区に鞍替えし復活当選。

時の内閣：第3次安倍第3次改造内閣 解散日：2017年9月28日 公示日：2017年10月10日
当日有権者数：44万5924人 最終投票率：47.99%（前回比：1.90%） （全国投票率：53.68%（1.02%））
| 当落 | 候補者名   | 年齢 | 所属党派     | 新旧 | 得票数   | 得票率 | 惜敗率 | 推薦・支持               | 重複 |
| ---- | ---------- | ---- | ------------ | ---- | -------- | ------ | ------ | ------------------------ | ---- |
| 当   | 左藤章     | 66   | 自由民主党   | 前   | 91,439票 | 43.90% | ――     | 公明党推薦               | ○    |
|      | 椎木保     | 51   | 日本維新の会 | 前   | 68,844票 | 33.05% | 75.29% |                          | ○    |
| 比当 | 尾辻かな子 | 42   | 立憲民主党   | 新   | 48,018票 | 23.05% | 52.51% | 社会民主党大阪府連合推薦 | 〇   |

- 椎木は第49回は千葉県第5区から立候補し落選。

時の内閣：第2次安倍改造内閣 解散日：2014年11月21日 公示日：2014年12月2日
当日有権者数：35万1243人 最終投票率：49.89%（前回比：9.78%） （全国投票率：52.66%（6.66%））
| 当落 | 候補者名 | 年齢 | 所属党派   | 新旧 | 得票数   | 得票率 | 惜敗率 | 推薦・支持 | 重複 |
| ---- | -------- | ---- | ---------- | ---- | -------- | ------ | ------ | ---------- | ---- |
| 当   | 左藤章   | 63   | 自由民主党 | 前   | 78,326票 | 46.47% | ――     | 公明党推薦 | ○    |
|      | 椎木保   | 48   | 維新の党   | 前   | 56,025票 | 33.24% | 71.53% |            | ○    |
|      | 山本陽子 | 60   | 日本共産党 | 新   | 34,184票 | 20.28% | 43.64% |            |      |

- 椎木は吉村洋文の大阪市長選挙立候補による辞職に伴い、2015年10月8日に繰り上げ当選。

時の内閣：野田第3次改造内閣 解散日：2012年11月16日 公示日：2012年12月4日
当日有権者数：35万1116人 最終投票率：59.67%（前回比：6.84%） （全国投票率：59.32%（9.96%））
| 当落 | 候補者名 | 年齢 | 所属党派     | 新旧 | 得票数   | 得票率 | 惜敗率 | 推薦・支持 | 重複 |
| ---- | -------- | ---- | ------------ | ---- | -------- | ------ | ------ | ---------- | ---- |
| 当   | 左藤章   | 61   | 自由民主党   | 元   | 80,817票 | 39.97% | ――     | 公明党推薦 | ○    |
| 比当 | 西根由佳 | 37   | 日本維新の会 | 新   | 69,200票 | 34.22% | 85.63% |            | ○    |
|      | 山本陽子 | 58   | 日本共産党   | 新   | 24,193票 | 11.96% | 29.94% |            |      |
|      | 萩原仁   | 45   | 日本未来の党 | 前   | 16,647票 | 8.23%  | 20.60% |            | ○    |
|      | 川条志嘉 | 42   | 無所属       | 元   | 11,359票 | 5.62%  | 14.06% |            | ×    |

- 萩原は第23回参議院議員通常選挙に新党大地公認で比例区から立候補したが落選。第49回は大阪府第3区から立候補し落選。

時の内閣：麻生内閣 解散日：2009年7月21日 公示日：2009年8月18日
当日有権者数：35万2167人 最終投票率：66.51%（前回比：0.47%） （全国投票率：69.28%（1.77%））
| 当落 | 候補者名 | 年齢 | 所属党派   | 新旧 | 得票数   | 得票率 | 惜敗率 | 推薦・支持 | 重複 |
| ---- | -------- | ---- | ---------- | ---- | -------- | ------ | ------ | ---------- | ---- |
| 当   | 萩原仁   | 41   | 民主党     | 新   | 91,952票 | 40.12% | ――     |            | ○    |
|      | 左藤章   | 58   | 無所属     | 元   | 72,888票 | 31.81% | 79.27% |            | ×    |
|      | 川条志嘉 | 39   | 自由民主党 | 前   | 35,417票 | 15.45% | 38.52% |            | ○    |
|      | 吉永朋之 | 64   | 日本共産党 | 新   | 23,629票 | 10.31% | 25.70% |            |      |
|      | 深田敏子 | 38   | 幸福実現党 | 新   | 5,285票  | 2.31%  | 5.75%  |            |      |

時の内閣：第2次小泉改造内閣 解散日：2005年8月8日 公示日：2005年8月30日
当日有権者数：35万2148人 最終投票率：66.04%（前回比：9.90%） （全国投票率：67.51%（7.65%））
| 当落 | 候補者名 | 年齢 | 所属党派   | 新旧 | 得票数   | 得票率 | 惜敗率 | 推薦・支持 | 重複 |
| ---- | -------- | ---- | ---------- | ---- | -------- | ------ | ------ | ---------- | ---- |
| 当   | 川条志嘉 | 35   | 自由民主党 | 新   | 73,953票 | 32.78% | ――     |            | ○    |
|      | 左藤章   | 54   | 無所属     | 前   | 71,423票 | 31.66% | 96.58% |            | ×    |
|      | 萩原仁   | 38   | 民主党     | 新   | 52,945票 | 23.47% | 71.59% |            | ○    |
|      | 吉永朋之 | 60   | 日本共産党 | 新   | 27,300票 | 12.10% | 36.92% |            |      |

- 石井は第44回は比例単独立候補し当選。第45回は立候補せず引退。

時の内閣：第1次小泉第2次改造内閣 解散日：2003年10月10日 公示日：2003年10月28日
当日有権者数：35万2769人 最終投票率：56.14% （全国投票率：59.86%（2.63%））
| 当落 | 候補者名 | 年齢 | 所属党派   | 新旧 | 得票数   | 得票率 | 惜敗率 | 推薦・支持 | 重複 |
| ---- | -------- | ---- | ---------- | ---- | -------- | ------ | ------ | ---------- | ---- |
| 当   | 左藤章   | 52   | 自由民主党 | 前   | 96,470票 | 50.82% | ――     |            | ○    |
|      | 岩波薫   | 41   | 民主党     | 新   | 56,652票 | 29.84% | 58.72% |            | ○    |
| 比当 | 石井郁子 | 63   | 日本共産党 | 前   | 36,706票 | 19.34% | 38.05% |            | ○    |

時の内閣：第1次森内閣 解散日：2000年6月2日 公示日：2000年6月13日 （全国投票率：62.49%（2.84%））
| 当落 | 候補者名 | 年齢 | 所属党派   | 新旧 | 得票数   | 得票率 | 惜敗率 | 推薦・支持 | 重複 |
| ---- | -------- | ---- | ---------- | ---- | -------- | ------ | ------ | ---------- | ---- |
| 当   | 左藤章   | 48   | 自由民主党 | 新   | 90,470票 | 47.52% | ――     |            | ○    |
| 比当 | 石井郁子 | 59   | 日本共産党 | 前   | 56,152票 | 29.49% | 62.07% |            | ○    |
|      | 稲場政和 | 48   | 民主党     | 新   | 38,177票 | 20.05% | 42.20% |            | ○    |
|      | 福田貢   | 44   | 自由連合   | 新   | 5,586票  | 2.93%  | 6.17%  |            | ○    |

時の内閣：第1次橋本内閣 解散日：1996年9月27日 公示日：1996年10月8日 （全国投票率：59.65%（8.11%））
| 当落 | 候補者名   | 年齢 | 所属党派   | 新旧 | 得票数   | 得票率 | 惜敗率 | 推薦・支持 | 重複 |
| ---- | ---------- | ---- | ---------- | ---- | -------- | ------ | ------ | ---------- | ---- |
| 当   | 左藤恵     | 72   | 新進党     | 前   | 92,292票 | 49.82% | ――     |            |      |
| 比当 | 石井郁子   | 56   | 日本共産党 | 元   | 58,109票 | 31.37% | 62.96% |            | ○    |
|      | 渕上桃太郎 | 43   | 自由民主党 | 新   | 34,858票 | 18.82% | 37.77% |            | ○    |